# Mislav Oršić
Mislav Oršić (kiejtése mîslaʋ ǒːrʃitɕ;, 1992. december 29.–) világbajnoki bronzérmes horvát válogatott labdarúgó, Páfosz Páfosz középpályása. 

## Pályafutása

### Klubcsapatokban
Oršić 2009-ben az Inter-Zaprešićben kezdte pályafutását. A 2012–13-as szezonban 11 góllal csapata legeredményesebb játékosa volt a horvát élvonalban. Teljesítményével több európai élbajnokság klubjának figyelmét, így a Torinóét, Lazióét és a Crystal Palacét is felkeltette. 2013 nyarán az olasz Spezia Calcio vette kölcsön, a 2013-14-es szezonban kilenc bajnoki mérkőzésen kapott lehetőséget a Seria B-ben, az olasz másodosztályban. Ugyanekkor a Hajduk Split is érdeklődött iránta, azonban nem sikerült megegyeznie a dalmát klubbal, így végül az olaszokhoz írt alá. Ezt követően visszatért Horvátországba, ahol a HNK Rijeka játékosa lett. A klub színeiben a későbbiekben egyetlen bajnokin sem szerepelt. A 2014–15-es szezon első felében a szlovén NK Celje együttesében szerepelt kölcsönben, majd 2015 februárjától a dél-koreai Csonnam Dragons labdarúgója lett, ugyancsak kölcsönben. A Celjében tizenhárom bajnokin kétszer volt eredményes. A Csonnam 2016 februárjában 750 000 euróért cserébe végleg megvásárolta játékjogát a Rijekától. Alapember volt a csapatban 49 bajnokin 13 alkalommal volt eredményes a klub színeiben. 2016 nyarán 1 300 000 euróért a kínai Szuperligában szereplő Csangcsun Jataj játékosa lett. Fél év elteltével visszatért Dél-Koreába, ezúttal az Ulszan Hyundai együtteséhez írt alá. Összesen 18 tétmérkőzésen viselte a klub mezét. pályára lépett az ázsiai Bajnokok Ligájában is. 2018 nyarán visszatért hazájába, a Dinamo Zagreb játékosa lett. A fővárosi csapattal bajnoki címet szerzett a 2018–19-es szezonban. 2019. szeptember 18-án, a 2019–2020-as UEFA-bajnokok ligája-sorozat főtábláján mesterhármast szerzett az olasz Atalanta ellen. 2023. január 6-án két és félévre aláírt az angol Southampton csapatához.
2023. június 30-án nemzetközi engedélyhez kötött szerződéssel csatlakozott a török Trabzonspor csapatához, majd egy hónappal később edzés közben keresztszalag-szakadást szenvedett, ami miatt a 2023–24-es szezon nagy részében kihagyta. December 21-én közös megegyezéssel távozott a klubtól. 2025. január 22-én a ciprusi Páfosz szerződtette.

### A válogatottban
Többszörös utánpótlás válogatott. A felnőtt válogatott keretébe először 2019 szeptemberében hívta meg  Zlatko Dalić szövetségi kapitány a 2020-as labdarúgó-Európa-bajnokság selejtezői során a Szlovákia és Azerbajdzsán elleni mérkőzésekre. Utóbbi ország válogatottja ellen, Bakuban, egy 1-1-es döntetlen alkalmával debütált a nemzeti csapatban. Ante Rebić cseréjeként állt be a 86. percben.
2022. november 9-én bekerült a horvát válogatott 26 fős keretébe a 2022-es labdarúgó-világbajnokságra. December 9-én, a Brazília elleni negyeddöntő hosszabbításában gólpasszt adott Dinamo-beli csapattársának, Bruno Petkovićnak. 1–1 után a tizenegyespárbajban belőtte a büntetőjét, Horvátország 4–2-re győzött, így bejutott az elődöntőbe. December 17-én, a Marokkó elleni bronzmérkőzésen mesteri gólt lőtt: a felső sarokba ívelte a labdát, Horvátország 2–1-re győzött, megszerezte a világbajnokság 3. helyét.

## Statisztika
2020. február 5-én frissítve.
| Klub            | Szezon         | Bajnokság          | Bajnokság     | Bajnokság | Országos kupa | Országos kupa | Nemzetközi kupa | Nemzetközi kupa | Összesen      | Összesen |
| Klub            | Szezon         | Bajnokság          | Pályára lépés | Gól       | Pályára lépés | Gól           | Pályára lépés   | Gól             | Pályára lépés | Gól      |
| --------------- | -------------- | ------------------ | ------------- | --------- | ------------- | ------------- | --------------- | --------------- | ------------- | -------- |
| Inter-Zaprešić  | 2009–10        | Prva HNL           | 8             | 3         | 1             | 0             | —               | —               | 9             | 3        |
| Inter-Zaprešić  | 2010–11        | Prva HNL           | 25            | 3         | 1             | 0             | —               | —               | 26            | 3        |
| Inter-Zaprešić  | 2011–12        | Prva HNL           | 24            | 4         | 2             | 0             | —               | —               | 26            | 4        |
| Inter-Zaprešić  | 2012–13        | Prva HNL           | 33            | 11        | 1             | 0             | —               | —               | 34            | 11       |
| Inter-Zaprešić  | Összesen       | Összesen           | 90            | 21        | 5             | 0             | —               | —               | 95            | 21       |
| Spezia Calcio   | 2013–14        | Serie B            | 9             | 0         | 2             | 0             | —               | —               | 11            | 0        |
| Celje           | 2014–15        | Slovenian PrvaLiga | 13            | 2         | 3             | 0             | —               | —               | 16            | 2        |
| Csonnam Dragons | 2015]          | K League 1         | 33            | 9         | 3             | 0             | —               | —               | 36            | 9        |
| Csonnam Dragons | 2016           | K League 1         | 16            | 4         | —             | —             | —               | —               | 16            | 4        |
| Csonnam Dragons | Összesen       | Összesen           | 49            | 13        | 3             | 0             | —               | —               | 52            | 13       |
| Csangcsun Jataj | 2016           | Szuperliga         | 14            | 2         | —             | —             | —               | —               | 14            | 2        |
| Ulszan Hyundai  | 2017           | K League 1         | 38            | 10        | 5             | 1             | 5               | 2               | 48            | 13       |
| Ulszan Hyundai  | 2018           | K League 1         | 14            | 4         | —             | —             | 7               | 4               | 21            | 8        |
| Ulszan Hyundai  | Összesen       | Összesen           | 52            | 14        | 5             | 1             | 12              | 6               | 69            | 21       |
| Dinamo Zagreb   | 2018–19        | Prva HNL           | 24            | 6         | 4             | 2             | 16              | 5               | 44            | 13       |
| Dinamo Zagreb   | 2019–20        | Prva HNL           | 17            | 12        | 2             | 1             | 12              | 7               | 31            | 20       |
| Dinamo Zagreb   | Összesen       | Összesen           | 41            | 18        | 6             | 3             | 28              | 12              | 75            | 33       |
| Karrier összes  | Karrier összes | Karrier összes     | 268           | 70        | 24            | 4             | 40              | 18              | 337           | 92       |

### A válogatottban
2022. december 17-én lett frissítve.
| Horvátország | Horvátország    | Horvátország |
| Év           | Pályára lépések | Gól          |
| ------------ | --------------- | ------------ |
| 2019         | 3               | 0            |
| 2020         | 2               | 0            |
| 2021         | 9               | 1            |
| 2022         | 13              | 1            |
| Összesen     | 27              | 2            |

## Sikerei, díjai
Ulszan Hyundai
- Koreai FA-kupa-győztes: 2017

 Dinamo Zagreb
- Horvát bajnok: 2018–19, 2019–20, 2020–21, 2021–22
- Horvát kupagyőztes: 2020–21
- Horvát Szuperkupa-győztes: 2019, 2022

## További információ
- Mislav Oršić adatlapja a Soccerway oldalon (angolul)
- Mislav Oršić horvátországi statisztikái (horvátul)
- Mislav Oršić a kleague.com oldalon